# Фюрлингер, Зигфрид
Зигфрид Фюрлингер (нем. Siegfried Führlinger; род. 1938, Обернойкирхен) — австрийский альтист и музыкальный педагог.
Начал учиться музыке у своего отца, затем окончил Венскую академию музыки по классу скрипки Франца Самохила. С 1965 г. играл на скрипке в Венском симфоническом оркестре, а также в камерном ансамбле под руководством Николауса Арнонкура. В 1968 году перешёл на альт, оставаясь до 1981 года в составе Венского симфонического оркестра; играл также в оркестре Венской государственной оперы. С 1971 г. преподавал в Венской академии музыки (затем — Венский университет музыки и исполнительского искусства), с 1980 г. профессор, в 2007 г. университет удостоил Фюрлингера Золотой медали за заслуги. В том же году основал Венский струнный секстет и руководил им в течение 25 лет; в составе коллектива выступали и ученики Фюрлингера, в том числе Томас Рибль.